# Одри Битони
Одри Битони (на английски: Audrey Bitoni) е американска порнографска актриса.

## Биография
Родена е на 16 август 1986 г. в град Пасадина, щата Калифорния, САЩ.
През 2006 г. получава бакалавърска степен от Държавния университет на Аризона. По време на следването си там тя позира за гола фотосесия за колежанското издание на списание „Плейбой“ (2004 г.).
Дебютира като актриса в порнографската индустрия през 2006 г., когато е на 20-годишна възраст.
Работи и като екзотична танцьорка в клубове.

## Награди и номинации
Номинации
- 2008: Номинация за AVN награда за най-добра нова звезда.[5]
- 2008: Номинация за AVN награда за най-добра POV секс сцена – „Туптене POV 2“.[5]
- 2008: Номинация за XBIZ награда за нова звезда на годината.[6]
- 2008: Номинация за Nightmoves награда за най-добра нова звезда.[2]
- 2008: Номинация за AEBN VOD награда за най-добра новачка.[7]
- 2009: Номинация за AVN награда за най-добра секс сцена с тройка само момичета – „Земя без мъже 43“ (с Микайла Мендес и Виктория Син).[8]
- 2010: Номинация за F.A.M.E. награда за най-горещо тяло.[9][10]
- 2010: Номинация за F.A.M.E. награда за любимо дупе.[10]

Други признания и отличия
- 2007: „Twistys“ момиче на месец април.[11]
- 2008: „Пентхаус“ любимка за месец ноември.[12]
- 2008: jGrrl момиче на годината.[13]
- 2011: jGrrl момиче на годината.[13]